# 西汉列侯列表
列侯是秦汉二十等爵的最高一等，以县封之。侯国隶属于郡（或王国）。列侯无治国权，爵位世袭，无子则国除。关于西汉的列侯，分别详见：
- 西汉列侯列表 (王子侯)
- 西汉列侯列表 (功臣侯)
- 西汉列侯列表 (外戚恩澤侯)

## 参見
- 東漢侯爵列表
- 三國侯爵列表
- 晉朝侯爵列表
- 十六國侯爵列表
- 南朝侯爵列表
- 北朝侯爵列表
- 隋朝侯爵列表
- 唐朝侯爵列表
- 五代十國侯爵列表
- 宋朝侯爵列表
- 遼朝侯爵列表
- 金朝侯爵列表
- 元朝侯爵列表
- 明朝侯爵列表
- 清朝侯爵列表